# SS Florinda
 (juillet 2025).
Le SS Florinda est une goélette à deux mâts construit sur la rivière Tangipahoa au nord de la Nouvelle-Orléans en 1845 et impliqué dans le commerce fluvial dans le nord de la côte du golfe. Sous le commandement de son propriétaire Harmon Jones et de son capitaine James Kenmure, elle navigue le 6 juillet 1849 de la Nouvelle Orléans à destination de la Californie dans un contexte de    ruée vers l'or. Elle disparait en mer en naviguant aux alentours du Cap Horn. Vingt-six ans plus tard, des rumeurs sorties de nulle part rapportent que l'équipage seraient en vie, naufragés sur une île inexploré du détroit de Magellan.

## Histoire
Le SS Florinda est une goélette commerciale en bois impliquée dans le transport de passagers, de bois de charpente et d'autres marchandises de la Nouvelle-Orléans, en Louisiane, à destination de ports se trouvant au nord de la côte du golfe. Frederick Arnet est le premier propriétaire et capitaine de la goélette jusqu'à ce que le navire soit vendu à Harmon Jones le 2 juillet 1849 pour son voyage de 26,000 km qui part de la Nouvelle-Orléans , passe par le Cap Horn pour appareiller à San Francisco en Californie.

## Disparition
Le Florinda quitte la Nouvelle-Orléans le 6 juillet 1849 avec quatorze membres d'équipages à destination de Balize (aujourd'hui appelé Pilottown) situé à l'embouchure du fleuve Mississippi  en attente de son capitaine Harmon Jones. Le Florinda fait dans un premier temps route le long des côtes du golfe du Mexique à destination de Cape Florida, sur l'île Key Biscayne, à proximité de ce qui est aujourd'hui Miami en Floride. Elle navigue ensuite vers l'océan Atlantique en direction des îles du Cap-Vert.
Après un an sans nouvelles du navire, le Florinda et son équipage sont considérés perdus en mer.
En 1875, vingt-six ans après la disparition du navire, des rumeurs rapportent que l'équipage du Florinda , qui aurait coulé durant une tempête, aurait survécu et vivrait désormais sur une île inexplorée du détroit de Magellan. Durant l'été 1875, les rumeurs prirent de l'ampleur jusqu'à ce qu'un rapport incorrect du Louisville Courier-Journal confond le Florinda avec un autre navire, poussant l'opinion publique à finalement considérer l'histoire comme un canular. L'intérêt pour le Florinda disparu alors rapidement et personne n'enquêta sur l'éventuelle survie ou existence de survivants.